# Збірна Руанди з футболу

## Чемпіонат світу
- 1930–1986 — не брала участі
- 1990 — відмовилася від участі
- 1994 — не брала участі
- 1998–2010 — не пройшла кваліфікацію

## Кубок Африки
| - 1957–1980 — не брала участі - 1982 — не пройшла кваліфікацію - 1984 — не пройшла кваліфікацію - 1986 — не брала участі - 1988 — відмовилася від участі - 1990–1998 — не брала участі - 2000 — не пройшла кваліфікацію - 2002 — не пройшла кваліфікацію - 2004 — груповий турнір - 2006–2012 — не пройшла кваліфікацію |

## Кубок КЕСАФА
Збірна Руанди стала чемпіоном змагань у 1999 році (другим складом). Крім того 5 разів брала участь у фіналі змагань.
| Рік       | Досягнення                             |
| --------- | -------------------------------------- |
| 1973-1994 | не брала участі                        |
| 1995      | -                                      |
| 1996      | -                                      |
| 1997      | турнір не проводився                   |
| 1998      | турнір не проводився                   |
| 1999      | чемпіон (другий склад) + 3-тє місце    |
| 2000      | 4-те місце                             |
| 2001      | 3-тє місце + 4-те місце (другий склад) |
| 2002      | 3-тє місце                             |
| 2003      | фіналіст                               |
| 2004      | -                                      |
| 2005      | фіналіст                               |
| 2006      | 3-тє місце                             |
| 2007      | фіналіст                               |
| 2008      | -                                      |
| 2009      | фіналіст                               |
| 2010      | -                                      |
| 2011      | фіналіст                               |
| 2012      | -                                      |

## Гравці команди
- Бобо Бола (2005—...)